# Euloxia ochthaula
Euloxia ochthaula är en fjärilsart som beskrevs av Edward Meyrick 1888. Euloxia ochthaula ingår i släktet Euloxia och familjen mätare. Inga underarter finns listade i Catalogue of Life.